# 近江八幡市立八幡東中学校
近江八幡市立八幡東中学校（おうみはちまんしりつ はちまんひがしちゅうがっこう）は、滋賀県近江八幡市にある公立中学校。

## 沿革
- 1981年（昭和56年）　旧近江八幡市立南中学校の校舎を利用して開校。
- 1982年（昭和57年）　上田に現在の校舎が完成。
- 時期不明　プレハブ完成、特別支援学級の教室となる。（現在は、ほとんど使われていない。）
- 時期不明　多い学年で11クラスとなる。
- 2009年　特別支援学級プレハブ前にビニールハウスを設置。
- 2010年
  - 3月　車いす生徒のための工事。
  - 3月～4月　コンピューター設備の入れ替え工事。
  - 4月　1年生が7クラスとなる。（クラス定員35名）その為、第3美術室廃止、生徒会室を3階旧LL教室跡に移動。
  - デジタルテレビ導入・地上デジタル化完了。
- 2011年4月　創立30周年。2年生が6クラスとなる。（クラス定員40名）
  - 創立30周年を機に、この年より他校を参考にして文化祭を近江八幡市文化会館にて行う。
- 2014年9月　給食開始。